# دوان لودویگ
دوان لودویگ (انگلیسی: Duane Ludwig؛ زادهٔ ۴ اوت ۱۹۷۸) ورزشکار هنرهای رزمی ترکیبی اهل ایالات متحده آمریکا است. وی بین سال‌های ۲۰۰۰ تا ۲۰۱۲ میلادی فعالیت می‌کرد.